# VI. Pál pápa enciklikái
Ez a lista VI. Pál pápa enciklikáit sorolja fel.
| No. | Címe (latinul)          | A cím magyar fordítása | Tárgya                                    | Kiadása              | Szövege    |
| --- | ----------------------- | ---------------------- | ----------------------------------------- | -------------------- | ---------- |
| 1.  | Ecclesiam suam          | „Az Egyháznak”         | Az Egyházról                              | 1964. augusztus 6.   |            |
| 2.  | Mense maio              | „Május hónapja”        | A béke megóvásáért szóló májusi imákról   | 1965. április 30.    |            |
| 3.  | Mysterium Fidei         | „A hit misztériuma”    | A szent Eucharisztiáról                   | 1965. szeptember 3.  |            |
| 4.  | Christi Matri           | „Krisztus Anyja”       | A béke megóvásáért szóló októberi imákról | 1966. szeptember 15. |            |
| 5.  | Populorum progressio    | „A népek fejlődése”    | A népek fejlődéséről                      | 1967. március 26.    |            |
| 6.  | Sacerdotalis caelibatus | „A papi cölibátus”     | A papok cölibátusáról                     | 1967. június 24.     |            |
| 7.  | Humanae vitae           | „Az emberi élet”       | A helyes születésszabályozásról           | 1968. július 25.     | (magyarul) |